# Nautilus cookanum
Nautilus cookanum byl druh mořského měkkýše z rodu Nautilus, jenž žil v době eocénu. Druh byl popsán v roce 1892. Fosilie druhu nalezené v souvrství Hoko River na americkém Olympijském poloostrově jsou považovány za jedny z nejstarších záznamů o existenci rodu.